# Corato
Corato es una localidad italiana de la provincia de Bari, región de Puglia, con 47.695 habitantes.

## Evolución demográfica
| Gráfica de evolución demográfica de Corato entre 1861 y 2001 |
|                                                              |
| Fuente ISTAT - elaboración gráfica de Wikipedia              |